# Β肽基氨肽酶
β肽基氨肽酶（EC 3.4.11.25, BapA）是一种酶。该酶催化以下化学反应：
从由2到6个氨基酸组成的肽中切割N端β-高氨基酸
解异源肽鞘氨醇胞菌（Sphingosinicella xenopeptidilytica）菌株3-2W4可以使用 β-肽β-高缬氨酸-β-高丙氨酸-β-高亮氨酸和β-高丙氨酸-β-高亮氨酸作为碳和能量的唯一来源。